# Ride the Pink Horse
Ride the Pink Horse is een Amerikaanse film noir uit 1947 onder regie van Robert Montgomery. De film werd destijds uitgebracht onder de titel Hinderlaag.

## Verhaal
Lucky Gagin is in het stadje San Pablo op zoek naar de crimineel Frank Hugo. Hugo heeft zijn beste vriend vermoord, omdat die zijn schulden niet meer kon afbetalen. Als wraak voor de moord op zijn vriend wil Gagin Hugo chanteren.

## Rolverdeling
| Acteur            | Personage        |
| ----------------- | ---------------- |
| Robert Montgomery | Lucky Gagin      |
| Wanda Hendrix     | Pila             |
| Andrea King       | Marjorie Lundeen |
| Thomas Gomez      | Pancho           |
| Fred Clark        | Frank Hugo       |
| Art Smith         | Bill Retz        |
| Richard Gaines    | Jonathan         |
| Rita Conde        | Carla            |